# Bonnie Swanson
Bonnie Swanson es un personaje ficticio de la serie Padre de familia la cual dio a luz al fin tras siete temporadas embarazada en (Ocean's Three and a Half), es la mujer de Joe Swanson y madre de Kevin Swanson, es una de las vecinas de los Griffin. El personaje cuenta con la voz de Jennifer Tilly.

## Características
Bonnie Swanson es la mujer de Joe que siempre está embarazada desde hace seis años según Peter (Blind Ambition). Tiene una voz muy dulce y parece ser bastante tímida siendo más tranquila que su marido, a menudo falla en sus intentos de calmarlo.
Conoció a Joe tres horas antes de perder la virginidad (con él), se mudó desde Providence al pedírselo Joe cuando estuvo embarazada del segundo (actual) (A Hero Sits Next Door), el embarazo de Bonnie ha sido comentado por Peter en una ocasión cuando le dijo que cuando se iba a decidir a tener al niño diciendo que lleva 6 años, aunque nunca se ha especificado con exactitud el tiempo). Su hijo nonato tan solo hizo acto de presencia desde el útero de su madre cuando Peter puso su cara para escuchar los movimientos del feto, el cual le propinó una patada en la cara (Lethal Weapons).
En su primera aparición era castaña a diferencia de los demás capítulos donde ya era morena. En el episodio "Asuntos internos", de la temporada 10, se revela una parte del pasado de Bonnie, que resulta siendo en su juventud una chica nudista, y en una redada de la policía, Joe conoce a Bonnie donde se enamoran, y de fondo escuchan la melodía "Africa" de la banda estadounidense Toto.